# Aegaeon (księżyc)
Aegaeon (Ajgajon, Saturn LIII) – niewielki księżyc Saturna, zaobserwowany na zdjęciach zrobionych przez sondę Cassini w 2008 roku. Jego nazwa pochodzi od Ajgajona, jednego z hekatonchejrów w mitologii greckiej. Przed nadaniem nazwy księżyc ten posiadał oznaczenie tymczasowe S/2008 S 1.
Księżyc ten krąży w obrębie pierścienia G, prawdopodobnie jest także źródłem jego materii. Orbita księżyca podlega niewielkim oscylacjom z okresem ok. 4 lat, ze względu na rezonans orbitalny 6:7 z wielokrotnie większym Mimasem.

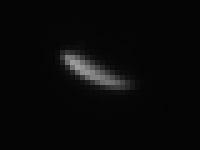
Jedno z najlepszych ujęć Aegaeona, ujawniające jego wydłużony kształt

27 stycznia 2011 roku w odległości niecałych 15 000 km od satelity przeleciała sonda Cassini, wykonując zdjęcia o rozdzielczości lepszej niż 100 metrów na piksel. Ujawniły one, że księżyc ten jest silnie wydłużony, o wymiarach 1,4 × 0,5 × 0,4 km. W czasie obserwacji dłuższa oś zwrócona była w kierunku Saturna, co zgadza się z przewidywaniami dotyczącymi synchronicznego obrotu ciała. Powierzchnia Aegaeona jest czerwonawa i bardzo ciemna (ciemniejsza niż jakiegokolwiek innego księżyca wewnątrz orbity Tytana). Możliwym wyjaśnieniem jest, że materiał pierścienia G, z którym oddziałuje Aegaeon pochodzi z powierzchni małych ciał wystawionych na bombardowanie przez komety i meteoroidy. Powierzchnie krążących w pierścieniu E satelitów są natomiast rozjaśniane przez czyste ziarna lodu wyrzucone z Enceladusa. Alternatywna hipoteza proponuje niedawne zderzenie, które mogło pozbawić księżyc zewnętrznej, bogatej w lód powierzchni, pozostawiając ciemne wnętrze.